# Aliann Pompey
Aliann Tabitha Omalara Pompey (ur. 9 marca 1978 w Georgetown) – gujańska lekkoatletka specjalizująca się w biegu na 400 metrów.
Halowa mistrzyni NCAA w biegu na 400 metrów (2000). W tym samym roku zadebiutowała w igrzyskach olimpijskich docierając do ćwierćfinału. Rok później wystąpiła w półfinale mistrzostw świata, a w 2002 zdobyła złoty medal igrzysk Wspólnoty Narodów. Podczas igrzysk panamerykańskich w 2003 roku stanęła na najniższym stopniu podium. Startowała na mistrzostwach globu w Paryżu (2003), igrzyskach olimpijskich w Atenach (2004), mistrzostwach świata w Helsinkach (2005). W roku 2006 dotarła do półfinału kolejnej edycji igrzysk Wspólnoty Narodów. Dotarła do półfinałów trzech kolejnych dużych imprez: mistrzostw świata (2007), igrzysk olimpijskich (2008) oraz następnych mistrzostw globu (2009). W roku 2010 zajęła piąte miejsce w halowych mistrzostwach świata. Zdobyła srebrny medal igrzysk Wspólnoty Narodów (2010) – pierwotnie zajmowała trzecią lokatę jednak kilka dni po finale okazało się, że druga na mecie Folashade Abugan stosowała niedozwolony doping i odebrano jej medal.

## Osiągnięcia
| Rok  | Impreza                                  | Miejsce             | Lokata      | Wynik |
| ---- | ---------------------------------------- | ------------------- | ----------- | ----- |
| 2000 | Igrzyska olimpijskie                     | Sydney              | ćwierćfinał | 53,42 |
| 2001 | Halowe mistrzostwa świata                | Lizbona             | półfinał    | 53,32 |
| 2001 | Mistrzostwa świata                       | Edmonton            | półfinał    | 51,96 |
| 2002 | Igrzyska Wspólnoty Narodów               | Manchester          | 1. miejsce  | 51,63 |
| 2003 | Halowe mistrzostwa świata                | Birmingham          | półfinał    | 52,74 |
| 2003 | Mistrzostwa świata                       | Paryż               | eliminacje  | 52,21 |
| 2003 | Igrzyska panamerykańskie                 | Santo Domingo       | 3. miejsce  | 52,06 |
| 2004 | Igrzyska olimpijskie                     | Ateny               | półfinał    | 51,61 |
| 2005 | Mistrzostwa Ameryki Środkowej i Karaibów | Nassau              | 4. miejsce  | 52,21 |
| 2005 | Mistrzostwa świata                       | Helsinki            | eliminacje  | 53,12 |
| 2006 | Igrzyska Wspólny Narodów                 | Melbourne           | półfinał    | DNF   |
| 2006 | Halowe mistrzostwa świata                | Moskwa              | eliminacje  | 53,72 |
| 2006 | Igrzyska Ameryki Środkowej i Karaibów    | Cartagena de Indias | 8. miejsce  | 54,11 |
| 2007 | Igrzyska panamerykańskie                 | Rio de Janeiro      | eliminacje  | 53,03 |
| 2007 | Mistrzostwa świata                       | Osaka               | półfinał    | 53,58 |
| 2008 | Mistrzostwa Ameryki Środkowej i Karaibów | Cali                | eliminacje  | 52,08 |
| 2008 | Igrzyska olimpijskie                     | Pekin               | półfinał    | 50,93 |
| 2009 | Mistrzostwa świata                       | Berlin              | półfinał    | 50,71 |
| 2010 | Halowe mistrzostwa świata                | Doha                | 5. miejsce  | 52,75 |
| 2010 | Igrzyska Wspólnoty Narodów               | Nowe Delhi          | 2. miejsce  | 51,65 |
| 2011 | Mistrzostwa Ameryki Środkowej i Karaibów | Mayagüez            | 4. miejsce  | 52,02 |
| 2011 | Mistrzostwa świata                       | Daegu               | eliminacje  | 53,59 |
| 2012 | Halowe mistrzostwa świata                | Stambuł             | eliminacje  | 54,63 |
| 2012 | Igrzyska olimpijskie                     | Londyn              | półfinał    | 52,58 |

## Rekordy życiowe
- bieg na 200 m – 23,33 (12 lipca 2004, Patras) były rekord Gujany
- bieg na 400 m – 50,71 (16 sierpnia 2009, Berlin) rekord Gujany, 3. wynik w historii południowoamerykańskiego sprintu.
- bieg na 400 m (hala) – 51,83 (26 lutego 2010, Nowy Jork) były rekord Ameryki Południowej[4]
- bieg na 500 m (hala) – 1:09,23 (5 marca 2000, Boston) rekordy Gujany

Pompey, razem z koleżankami z reprezentacji, jest także rekordzistką Gujany w sztafecie 4 × 400 metrów (3:45,08 w 2008).